# Керриган, Питер
Питер Керриган (англ. Peter Kerrigan, 26 июня 1899 — 15 декабря 1977) — деятель коммунистического и профсоюзного движения Великобритании.

## Биография
Член Коммунистической партии Великобритании (КПВ) с 1921 года. В 1927—1929 гг. и 1932—1965 гг. был членом ЦК КПВ. В 1934—1935 гг. — официальный представитель КПВ в Исполкоме Коминтерна, делегат VII съезда Коминтерна. В 1935 году стал членом Интернациональной контрольной комиссии Коминтерна. В годы Гражданской войны в Испании — политкомиссар в составе интернациональной бригады. Во время Второй мировой войны — заведующий Отделом рабочего движения Исполкома КПВ. Национальный организатор КПВ в 1943—1953 гг. Член Политбюро ЦК КПВ с 1941 по 1964 г.